# Колбасин, Елисей Яковлевич
Елисе́й Я́ковлевич Колба́син (29 ноября [11 декабря] 1831, село Чегодаровка Ананьевского уезда Херсонской губернии — 28 сентября [10 октября] 1885, там же) — русский писатель, критик, историк литературы.
Дебютировал в сборнике одесского литературного кружка повестью «Энтузиаст» (1849). Помещал повести и историко-литературные статьи в «Москвитянине», «Современнике», «Отечественных записках» и других журналах 1840-х и 1850-х. Кроме критико-биографических статей о Воейкове, Курганове и И. И. Мартынове, вошедших в книжку: Курганов и его «Письмовник» // Б-ка для чтения. – 1857. – Т. 141, № 1. Отд. 3 (перепеч.: Колбасин Е. Литературные деятели прежнего времени: Мартынов, Курганов и Воейков. – СПб., 1859), интересна его статья: «Певец Кубры, граф Хвостов» («Время», 1862, № 11).
Повести Колбасина написаны безыскусственно, но литературно, в своё время нравились читателям и вызвали похвальный отзыв Добролюбова. Лучшие из них: «В деревне и Петербурге» («Современник», 1855, т. 51); «Девичья кожа» (ib., 1858, т. 68); «Сурков» (ib., 1858, т. 69); «Фридрих» (ib., 1860, т. 79); «Дядюшка» (ib., 1860, т. 81); «Семь клевет на любовь» (ib., 1861, т. 87), «Академический переулок» («Библиотека для Чтения», 1858, т. 150).
Колбасин опубликовал с предисловием и примечаниями «Переписку Н. М. Карамзина за 1799—1826 гг.» («Атеней», 1858). Он был дружен с Тургеневым, который часто с ним переписывался.
Похоронен в ограде Александро-Невской церкви села Марьяно-Чегодаровка  Ананьевского уезда Херсонской губернии.

## Источник
- Колбасин, Елисей Яковлевич // Энциклопедический словарь Брокгауза и Ефрона : в 86 т. (82 т. и 4 доп.). — СПб., 1895. — Т. XVa. — С. 662.